# Kovren
Kovren (cyr. Коврен) – wieś w Czarnogórze, w gminie Bijelo Polje. W 2011 roku liczyła 94 mieszkańców.